# Ethan Suplee
Ethan Suplee (* 25. května 1976 Manhattan) je americký filmový a televizní herec nejvíce známý jako Seth Ryan v kriminálním drama Kult hákového kříže, Louie Lastik ve sportovním drama Vzpomínka na Titány, Frankie v seriálu Boys Meets World, Randy Hickey v seriálu Jmenuju se Earl či Thumper v sci-fi psychologickém thrilleru Osudový dotek..

## Filmografie
- 2014
  - True Story
  - Walk of Shame
- 2013
  - Útěk na svobodu
  - Vlk z Wall Street
- 2011
  - Grow Up Already
- 2010
  - Dry Land, The
  - Nezastavitelný
- 2009
  - Bratři
  - Fanoušci
- 2008 Struck
- 2007
  - Cutlass
  - Pan tělocvikář
- 2006
  - Clerks II: Muži za pultem
  - Fontána
  - Umění musí bolet
- 2005
  - Conflict
  - Neo Ned
- 2004
  - Nekecej a pádluj!
  - Osudový dotek
- 2003 Návrat do Cold Mountain
- 2002
  - John Q.
  - Prvních 20 milionů je nejtěžších
- 2001
  - Divoký kočky
  - Don's Plum Bar
  - Evoluce
  - Kokain
- 2000
  - Nebezpečný kód
  - Road Trip
  - Vulgar
  - Vzpomínka na Titány
- 1999
  - Dogma
  - Tyrone
- 1998
  - Kult hákového kříže
  - Voda na poušti
- 1997
  - Better Place
  - Hledám Amy
  - 11th Hour
  - 35 Miles from Normal
- 1996
  - Drawing Flies
  - One Down
- 1995 Flákači